# 오르세 미술관

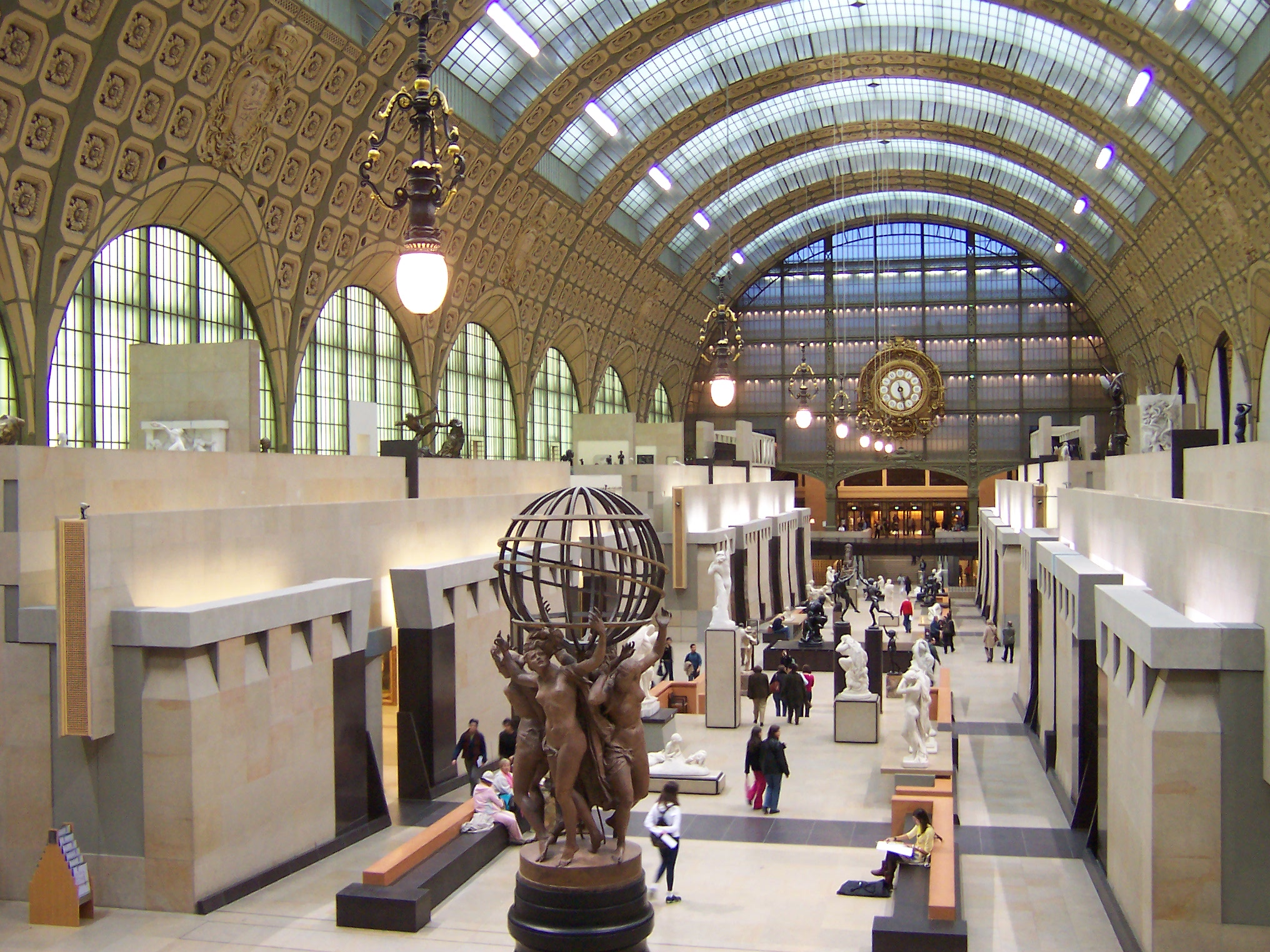
오르세 미술관

오르세 미술관(Musée d'Orsay)은 프랑스 파리에 위치한 국립박물관이다.
파리 7구의 센강 좌안에 프롬나드 에두아르글리상을 따라 자리잡고 있다. 본래 이 건물은 빅토르 랄루의 설계에 따라 1900년에 지어진 옛 오르세역으로, 1970년대 발레리 지스카르데스탱 대통령의 지시로 박물관으로 재개발되어 1986년 개관하였다. 1848년부터 1914년까지의 서양 회화, 조각, 공예품, 포스터, 사진, 건축 등을 소장하고 있으며, 오늘날 유럽에서 가장 큰 미술관 중 하나이다.
세계 최대 규모의 인상주의와 탈인상주의 작품을 소장하고 있으며, 그 수는 회화로 분류되는 3,650점 가운데 3분의 1에 달하는 1,100점에 달한다. 대표작으로는 마네의 《풀밭 위의 점심식사》, 《올랭피아》, 드가의 《열네 살 어린 무용수》, 쿠르베의 《세상의 기원》, 《오르낭의 매장》, 《화가의 아틀리에》, 세잔의 《카드놀이하는 사람들》, 모네의 《루앙 대성당 연작》, 르누아르의 《물랭 드 라 갈레트의 무도회》와 《피아노를 연주하는 소녀들》이 전시되어 있다.
상설전시 외에도 특정 예술가의 작품전, 동시대나 고미술을 다루는 특별전이 종종 열리며, 내부에 소재한 극장에서는 공연, 영화 상영, 컨퍼런스, 심포지엄 등 다양한 행사가 열린다.

## 명칭
오르세 미술관의 명칭은 인근에 위치한 강 부두인 오르세 부두 (Quay d'Orsay)에서 따 왔으며, 인근 건물들도 마찬가지이다. 오르세 부두는 17세기 파리 상인시장이었던 샤를 부셰르 도르세의 공로를 기려 붙여진 이름이다.
법적으로 오랑주리 미술관 역시 국가가 관리하는 국립박물관으로서, 2010년부터 오르세 미술관의 공공기관에 속하게 되어, '오르세 미술관·오랑주리 미술관 공공기관'이라는 운영 일체화가 이루어졌다. 2021년 6월부터 오르세 미술관 건립을 주도한 발레리 지스카르데스탱 전 프랑스 대통령의 명칭이 함께 붙어, 현재 공식 명칭은 '발레리 지스카르데스탱 - 오르세 미술관 · 오랑주리 미술관 공공기관(établissement public du musée d'Orsay et du musée de l'Orangerie – Valéry Giscard d'Estaing)'이 되었다.

## 설립
원래 오르세 미술관의 건물은 1900년 파리 만국 박람회 개최를 맞이해 오를레앙 철도가 건설한 철도역이자 호텔이었다. 1939년에 철도역 영업을 중단한 이후, 용도를 두고 다양한 논의가 오갔다. 철거하자는 주장도 있었지만, 1970년대부터 프랑스 정부가 보존·활용책을 검토하기 시작해, 19세기를 중심으로 하는 미술관으로 다시 태어나게 되었다. 1986년에 개관한 오르세 미술관은, 지금은 파리의 명소로 정착했다. 인상파 미술을 전시하던 국립 주드폼 미술관의 소장품은 모두 오르세 미술관으로 이관되어 있다.

## 소장품
오르세 미술관은 1848년부터 1914년까지의 작품을 전시하도록 되어있고,오르세 미술관의 전시품 중에서도 인상주의나 후기 인상주의 화가의 작품 등이 유명하지만, 같은 시대의 주류아카데미즘 19세기 미술을 폭넓게 포괄하고 있다.

## 같이 보기
- 가장 큰 미술관 목록